# Pollux (1678)
Pollux var en mindre segelskuta och ett örlogsfartyg som byggdes och sjösattes vid skeppsvarvet i Kalmar 1678. Hon var bestyckad med tolv kanoner och hennes deplacement låg sannolikt på cirka 125 ton. Pollux ligger som vrak alltsedan 1679. 